# الکترولیت حالت جامد

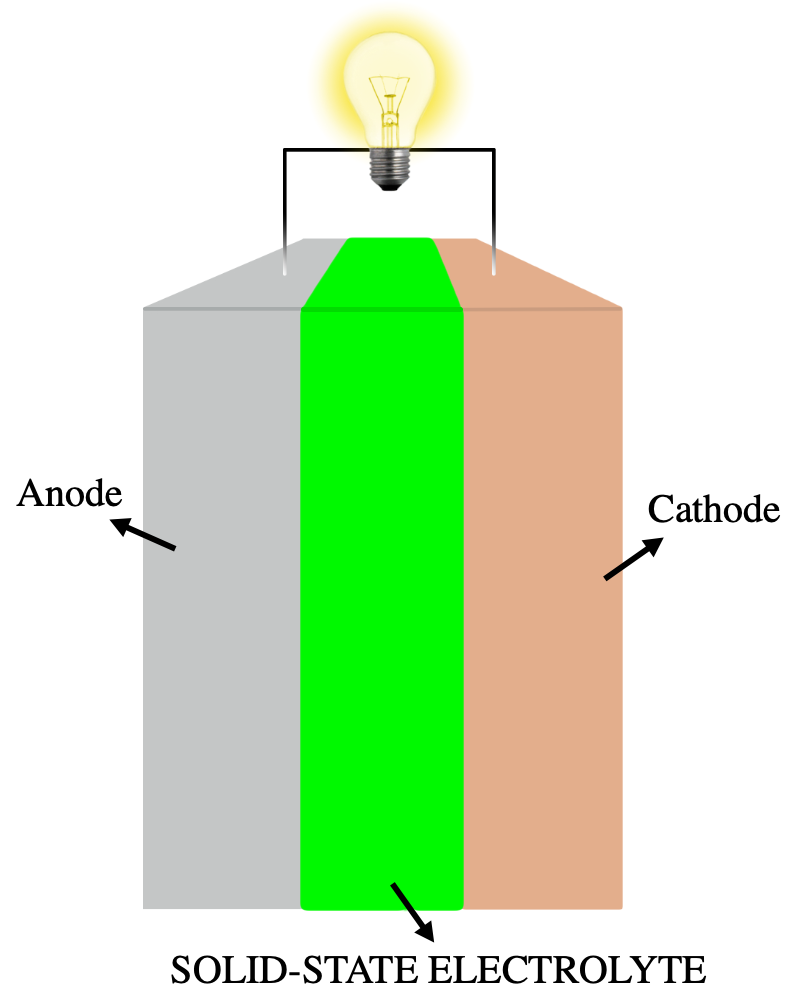
باتری تمام جامد با الکترولیت حالت جامد

یک الکترولیت حالت جامد (SSE) یک هادی یونی جامد و ماده عایق الکترون است و جزء مشخصه باتری حالت جامد است. برای استفاده در ذخیره‌سازی انرژی الکتریکی (EES) در جایگزینی الکترولیت‌های مایع موجود به ویژه در باتری لیتیوم یون مفید است. مزایای اصلی ایمنی مطلق، عدم وجود مسائل مربوط به نشت حلال‌های آلی سمی، اشتعال پذیری کم، عدم فراریت، پایداری مکانیکی و حرارتی، پردازش آسان، خود تخلیه‌گری کم، چگالی توان قابل دستیابی بالاتر و چرخه پذیری است. به عنوان مثال، استفاده از آند فلزی لیتیوم در یک دستگاه کاربردی، بدون محدودیت‌های ذاتی الکترولیت مایع، به لطف خاصیت سرکوب دندریت لیتیوم در حضور غشای الکترولیت حالت جامد، امکان‌پذیر است. استفاده از یک آند با ظرفیت بالا و پتانسیل کاهش کم، مانند لیتیوم با ظرفیت ویژه ۳۸۶۰ میلی‌آمپر ساعت در گرم 1 و پتانسیل کاهش ۳٫۰۴ ولت در مقابل SHE، به جای گرافیت کم ظرفیت سنتی، که ظرفیت نظری را 372 mAh g -1 در حالت کاملاً لیتیوم LiC 6 نشان می‌دهد، اولین گام در تحقق ساخت باتری قابل شارژ سبک‌تر، نازک‌تر و ارزان‌تر است. علاوه بر این، این امکان دسترسی به چگالی انرژی ثقلی و حجمی را فراهم می‌کند، تا به اندازه ای که برای رسیدن به ۵۰۰ مایل در هر بار شارژ در یک وسیله نقلیه الکتریکی نیاز است، بالا باشد. علی‌رغم مزایای امیدوارکننده، هنوز محدودیت‌های زیادی وجود دارد که مانع انتقال SSEs از تحقیقات دانشگاهی به تولید در مقیاس بزرگ می‌شود، که عمدتاً به هدایت یونی ضعیف در مقایسه با همتایان مایع بستگی دارد. با این حال، بسیاری از شرکت‌های OEM خودرو (تویوتا، بی‌ام‌و، هوندا، هیوندای) انتظار دارند این سیستم‌ها را در دستگاه‌های قابل دوام ادغام کنند و تا سال ۲۰۲۵ خودروهای الکتریکی مبتنی بر باتری حالت جامد را تجاری کنند.

## تاریخ
اولین الکترولیت‌های غیر آلی حالت جامد توسط M. Faraday در قرن نوزدهم کشف شد، این الکترولیت‌ها سولفید نقره (Ag2S) و فلوراید سرب (II) (PbF2) بودند. اولین ماده پلیمری که قادر به هدایت یون‌ها در حالت جامد بود، PEO بود که در دهه ۱۹۷۰ توسط وی رایت کشف شد. اهمیت این کشف در اوایل دهه ۱۹۸۰ شناخته شد.
با این حال، مسائل اساسی حل نشده برای درک کامل رفتار باتری‌های تمام جامد، به ویژه در زمینه رابط‌های الکتروشیمیایی، باقی می‌ماند. در سال‌های اخیر، نیازهای بهبود ایمنی و عملکرد با توجه به شیمی لیتیوم یونی پیشرفته ، باتری‌های حالت جامد را بسیار جذاب کرده‌است و اکنون به عنوان یک فناوری تشویق‌کننده برای برآوردن نیاز خودروهای برقی با باتری دوربرد در آینده نزدیک در نظر گرفته می‌شود.
در مارس ۲۰۲۰، مؤسسه فناوری پیشرفته سامسونگ (SAIT) تحقیقی را در مورد باتری تمام جامد (ASSB) با استفاده از الکترولیت حالت جامد مبتنی بر آرژیرودیت با چگالی انرژی نشان داده شده 900 Wh L -1 و چرخه پذیری پایدار بیش از ۱۰۰۰ چرخه که برای اولین بار به مقدار نزدیک به 1000 Wh L -1 می‌رسد، منتشر کرد.

## خواص
برای اینکه باتری‌های حالت جامد (SSB) / الکترولیت‌های جامد (SE) بتوانند به یک رقیب اصلی بازار تبدیل شوند، باید برخی از معیارهای کلیدی عملکرد را دارا باشند. معیارهای اصلی که یک SSB/SE باید داشته باشد عبارتند از:
- رسانایی یونی : از لحاظ تاریخی، SSBها به دلیل سینتیک سطحی و تحرک یون‌های ضعیف از رسانایی یونی پایین رنج می‌برند. از این رو یک SE با رسانایی یونی بالا از اهمیت بالایی برخوردار است. هدایت یونی بالا (حداقل بالاتر از 10-4 Scm -1) را می‌توان از طریق آنالیز طیف‌سنجی امپدانس الکتروشیمیایی (EIS) اندازه‌گیری کرد.[۱۷]
- چگالی انرژی حجمی : همراه با رسانایی یونی بالا، الکترولیت باید توانایی قرار گرفتن در یک بسته را داشته باشد، تا چگالی انرژی بالایی را برای وسایل نقلیه الکتریکی تأمین کند. یک چگالی انرژی حجمی بالا مورد نیاز است تا بتوان برد رانندگی خودروهای الکتریکی را بین شارژ افزایش داد.[۱۸]
- چگالی توان : چگالی توان کافی (W/L) برای در دسترس قرار دادن انرژی مورد نیاز و همچنین برای سنجش سرعت شارژ و تخلیه مورد نیاز است.
- عمر چرخه : چرخه طولانی و ماندگاری لازم است زیرا باتری‌های Li-ion معمولی پس از چند سال تخریب می‌شوند.
- عدد انتقال یونی : عدد انتقال یونی بالا (نزدیک‌ترین عدد ممکن به ۱) را می‌توان از طریق ترکیبی از کرونوآپرومتری (CA) و آنالیز EIS اندازه‌گیری کرد.[۱۸]
- پایداری حرارتی، مکانیکی و الکتروشیمیایی : در طول کارکرد دستگاه یا ماشین، SSBها ممکن است دچار تغییرات حجم زیادی شده و با تنش مکانیکی مواجه شوند. همچنین، پایداری الکتروشیمیایی در پتانسیل‌های الکترودهای عملیات سخت، و در نتیجه چگالی انرژی بالا مفید است. از این رو، مهم است که پایداری مکانیکی، حرارتی و الکتروشیمیایی آنها در نظر گرفته شود. استحکام مکانیکی بالا (حداقل ده‌ها مگاپاسکال) را می‌توان از طریق آزمایش کششی سنتی اندازه‌گیری کرد. پنجره‌های پایداری الکتروشیمیایی گسترده (ESW) (حداقل ۴–۵ ولت) را می‌توان از طریق ولتامتری جاروب خطی (LSV) یا ولتامتری چرخه ای (CV) اندازه‌گیری کرد.[۱۹][۲۰]
- سازگاری : SE باید با مواد الکترود مورد استفاده در باتری‌ها سازگار باشد، زیرا در حال حاضر به دلیل محدود بودن سطح تماس بین الکترولیت و الکترود، احتمال افزایش مقاومت در SSBها وجود دارد. همچنین باید در تماس با فلز لیتیوم پایدار باشد. باید سبک باشد تا بتوان از آن در وسایل الکترونیکی قابل حمل استفاده کرد. سازگاری بالا با مواد الکترود را می‌توان از طریق آنالیز EIS که در روزهای متوالی تکرار شود اندازه‌گیری کرد.[۲۱]
- فناوری‌های ساخت اقتصادی : اگر SEها حاوی مواد گران‌قیمتی مانند GE باشند، هزینه تولید به‌طور قابل توجهی افزایش می‌یابد. تولید یک SSB نمونه مستلزم همگرایی فناوری‌های ساخت بدون عارضه مانند پراکندگی ذرات، اختلاط مکانیکی، تشکیل فیلم و غیره است.

برای یک ماده سخت است که تمام معیارهای فوق را برآورده کند، از این رو می‌توان از تعدادی از روش‌های دیگر به عنوان مثال یک سیستم الکترولیت هیبریدی که مزایای الکترولیت‌های معدنی و پلیمری را ترکیب می‌کند، استفاده کرد.

## دسته‌بندی‌ها
SSEها همان نقش یک الکترولیت مایع سنتی را ایفا می‌کنند و به الکترولیت تمام حالت جامد و الکترولیت شبه جامد (QSSE) طبقه‌بندی می‌شوند. الکترولیت‌های تمام جامد علاوه بر این به الکترولیت جامد معدنی (ISE)، الکترولیت پلیمر جامد (SPE) و الکترولیت پلیمری مرکب (CPE) تقسیم می‌شوند. از سوی دیگر، یک QSSE که الکترولیت پلیمری ژل (GPE) نیز نامیده می‌شود، یک غشای مستقل است که حاوی مقدار مشخصی جزء مایع است که در داخل ماتریس جامد تثبیت شده‌است. به‌طور کلی نام‌گذاری‌های SPE و GPE به جای یکدیگر استفاده می‌شوند، اما مکانیسم هدایت یونی کاملاً متفاوتی دارند: SPEs یون‌ها را از طریق تعامل با گروه‌های جایگزین زنجیره‌های پلیمری هدایت می‌کند، در حالی که GPEs یون‌ها را عمدتاً در حلال یا روان‌کننده هدایت می‌کند.

### الکترولیت تمام حالت جامد
الکترولیت‌های تمام جامد به الکترولیت جامد معدنی (ISE)، الکترولیت پلیمر جامد (SPE) و الکترولیت پلیمری مرکب (CPE) تقسیم می‌شوند. آنها در دمای اتاق جامد هستند و حرکت یونی در حالت جامد رخ می‌دهد. مزیت اصلی آنها حذف کامل هر جزء مایع با هدف افزایش ایمنی کلی دستگاه است. محدودیت اصلی رسانایی یونی است که در مقایسه با همتای مایع بسیار کمتر است.
- الکترولیت جامد معدنی (ISE)

الکترولیت جامد معدنی (ISE) نوع خاصی از الکترولیت تمام حالت جامد است که توسط یک ماده معدنی در حالت کریستالی یا شیشه ای تشکیل شده‌است که یون‌ها را با انتشار در شبکه هدایت می‌کند. مزایای اصلی این دسته از الکترولیت‌های حالت جامد، رسانایی یونی بالا (در حد چند میلی‌ثانیه سانتی‌متر مربع در دمای اتاق)، مدول بالا (از مرتبه GPa) و تعداد انتقال بالا در مقایسه با کلاس‌های دیگر SSEs است. آنها عموماً شکننده هستند و این امر باعث سازگاری و پایداری کم الکترود می‌شود. همچنین افزایش سریع مقاومت سطحی و افزایش پیچیدگی مقیاس پذیری از دانشگاهی به صنعتی، همراه است. آنها می‌توانند بر پایه اکسیدها، سولفیدها یا فسفات‌ها باشند و ساختارهای کریستالی شامل LISICON (هادی سوپریونی لیتیوم) داشته باشند (به عنوان مثال LGPS, LiSiPS, LiPS)، آرژیرودیت مانند (به عنوان مثال Li 6 PS 5 X, X = Cl, Br, I)، گارنت (LLZO), NASICON (رسانای سوپریونی سدیم) (مثلا LTP, LATP, LAGP), نیتریدهای لیتیوم (به عنوان مثال Li 3 N), هیدریدهای لیتیوم (LiBH 4)، پروسکایت‌ها (به عنوان مثال لیتیوم لانتانیم تیتانات، " LLTO "), هالیدهای لیتیوم (LYC, LYB), RbAg <sub id="mwuQ">4</sub> I <sub id="mwug">5</sub> . برخی از ISEها می‌توانند شیشه-سرامیک با فرض حالت آمورف به جای ساختار کریستالی منظم باشند. نمونه‌های معروف لیتیوم فسفر اکسی نیترید (LIPON) و تیوفسفات‌های لیتیوم (Li 2 S–P 2 S 5) هستند.
- الکترولیت پلیمری جامد (SPE)

الکترولیت پلیمری جامد (SPE) به عنوان محلول نمکی بدون حلال در یک ماده میزبان پلیمری تعریف می‌شود که یون‌ها را از طریق زنجیره‌های پلیمری هدایت می‌کند. در مقایسه با ISEها، پردازش SPEها معمولاً از طریق ریخته‌گری محلول بسیار آسان‌تر است، و آنها را تا حد زیادی با فرآیندهای تولید در مقیاس بزرگ سازگار می‌کند. علاوه بر این، آنها دارای خاصیت ارتجاعی و انعطاف‌پذیری بالاتری هستند که باعث ثبات در سطح مشترک، انعطاف‌پذیری و مقاومت بهبود یافته در برابر تغییرات حجم در طول عملیات می‌شود. انحلال خوب نمک‌های Li، دمای انتقال شیشه پایین (Tg)، سازگاری الکتروشیمیایی با اکثر مواد الکترود رایج، درجه کم بلورینگی، پایداری مکانیکی، حساسیت به دمای پایین، همگی از ویژگی‌های نامزد ایده‌آل SPE هستند. به‌طور کلی رسانایی یونی کمتر از ISEها است و سرعت انتقال الکتریسیته آنها محدود است، درنتیجه شارژ سریع را محدود می‌کند. SPE مبتنی بر PEO اولین پلیمر حالت جامد است که در آن رسانایی یونی از طریق جهش یونی از طریق بین مولکولی و درون و به لطف حرکت سگمنتال زنجیره‌های پلیمری به دلیل قابلیت کمپلکس یونی زیاد گروه‌های اتر انجام می‌شود. اما این پلیمرها از رسانایی یونی در دمای اتاق پایین (10-5 S cm -1) به دلیل درجه بالای بلورینگی رنج می‌برند. جایگزین‌های اصلی برای SPEهای مبتنی بر پلی اتر، پلی کربنات‌ها، پلی استرها، پلی نیتریل‌ها (برای مثال PAN), پلی الکل‌ها (برای مثال PVA), پلی آمین‌ها (برای مثال PEI), پلی سیلوکسان (برای مثال PDMS) و فلوروپلیمرها (برای مثال PVDF, PVDF-HFP). پلیمرهای زیستی مانند لیگنین، کیتوزان و سلولز نیز به عنوان SPEهای مستقل یا ترکیب شده با پلیمرهای دیگر، از یک طرف به دلیل سازگاری با محیط زیست و از طرف دیگر به دلیل قابلیت کمپلکس شدن بالا، مورد توجه زیادی قرار گرفته‌اند. روی نمک‌ها علاوه بر این، استراتژی‌های مختلفی برای افزایش رسانایی یونی SPEs و نسبت آمورف به کریستالی در نظر گرفته می‌شوند.
با معرفی ذرات به عنوان فیلتر در داخل محلول پلیمری، یک الکترولیت پلیمری مرکب (CPE) به دست می‌آید. ذرات می‌توانند نسبت به رسانایی Li + بی‌اثر باشند (Al2O3، TiO2 ، SiO2، MgO، زئولیت، مونتموریلونیت، ...) تنها با هدف کاهش کریستالینیته یا فعالسازی (LLTO, LLZO, LATP...) استفاده می‌شوند. اگر ذرات ISE پراکنده باشند بسته به نسبت پلیمر به معدنی و سرامیک در پلیمر و پلیمر در سرامیک نامگذاری و استفاده می‌شود. کوپلیمریزاسیون، اتصال عرضی، نفوذ متقابل، و اختلاط نیز ممکن است برای هماهنگی پلیمر/پلیمر برای تنظیم خواص SPEها و دستیابی به عملکرد بهتر استفاده شوند. معرفی گروه‌های قطبی مانند اترها در زنجیره‌های پلیمری وکربونیل‌ها یا نیتریل‌ها انحلال نمک‌های لیتیوم را به شدت بهبود می‌بخشند.

### الکترولیت شبه جامد

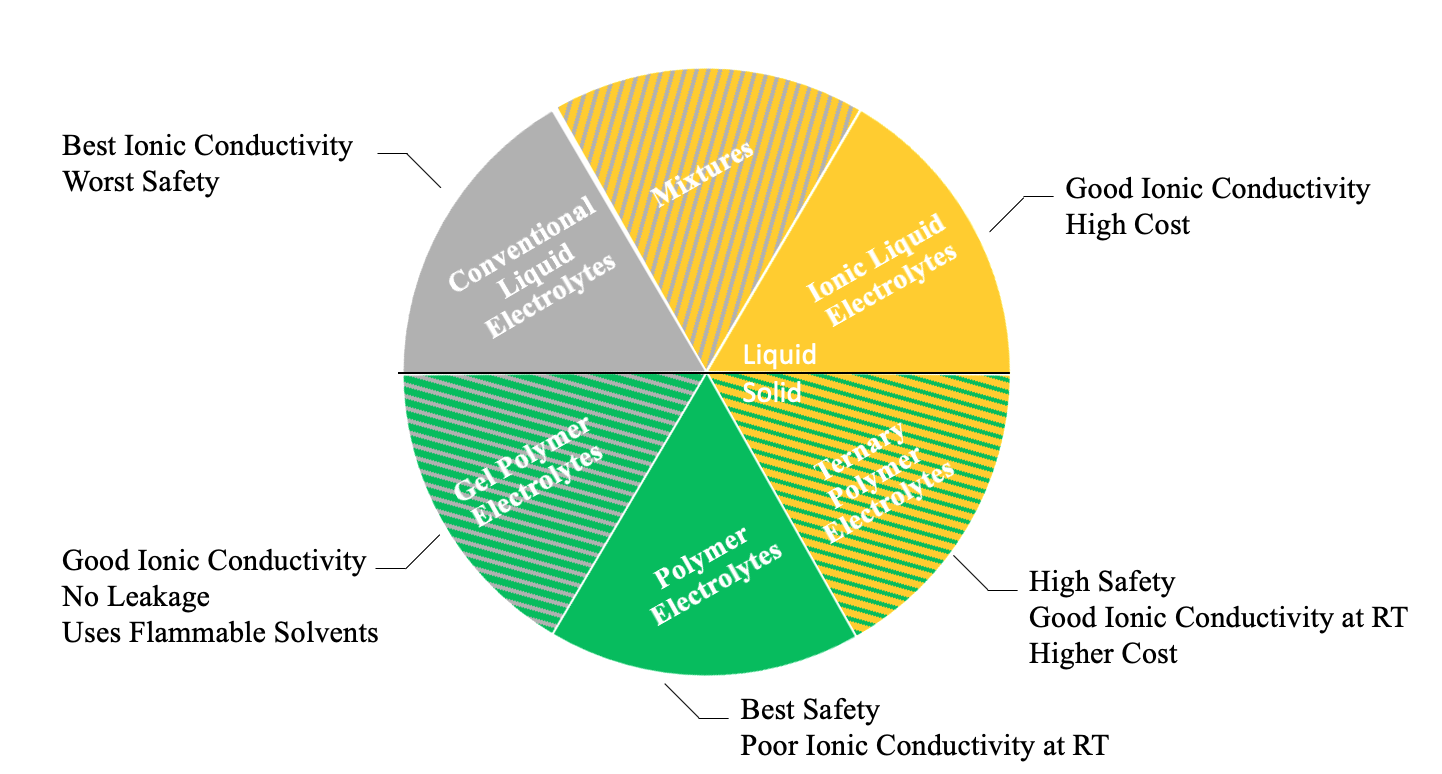
مقایسه انواع الکترولیزهای شبه جامد مبتنی بر پلیمر

الکترولیت‌های شبه جامد (QSSEs) یک کلاس وسیع از ترکیبات مرکب هستند که از یک الکترولیت مایع و یک ماتریس جامد تشکیل شده‌است. این الکترولیت مایع به عنوان یک مسیر نفوذی برای هدایت یون عمل می‌کند در حالی که ماتریس جامد پایداری مکانیکی را به کل ماده اضافه می‌کند. همان‌طور که از نام آن پیداست، QSSEها می‌توانند طیف وسیعی از خواص مکانیکی از مواد جامد قوی تا مواد خمیری داشته باشند. QSSEها را می‌توان به تعدادی از دسته‌ها از جمله الکترولیت‌های پلیمری ژل (GPEs)، الکترولیت‌های یونوژل، و الکترولیت‌های ژل (همچنین به عنوان الکترولیت‌هایی که به نام «شن خیس» شناخته می‌شود، تقسیم کرد. متداول‌ترین QSSE و GPEها مکانیسم هدایت یونی متفاوتی نسبت به SPE دارند، که یون‌ها را از طریق تعامل با گروه‌های جایگزین زنجیره‌های پلیمری هدایت می‌کنند. در همین حال، GPEها یون‌ها را عمدتاً در حلال هدایت می‌کنند که به عنوان روان‌کننده عمل می‌کند. حلال برای افزایش رسانایی یونی الکترولیت و همچنین نرم شدن الکترولیت برای بهبود تماس سطحی عمل می‌کند. ماتریس GPEها شامل یک شبکه پلیمری متورم شده در حلالی است که حاوی یون‌های فعال (مانند Li +، Na +، Mg 2 + و غیره) است. این به کامپوزیت اجازه می‌دهد تا هم خواص مکانیکی جامدات و هم خواص انتقال بالای مایعات را داشته باشد. تعدادی از میزبان‌های پلیمری در GPEها از جمله PEO , PAN، PMMA، PVDF-HFP و غیره استفاده شده‌است. پلیمرها با افزایش تخلخل برای ترکیب حلال‌هایی مانند اتیلن کربنات (EC)، کربنات پروپیلن (PC)، دی اتیل کربنات (DEC) و دی متیل کربنات (DMC) سنتز می‌شوند. پلی (اتیلن گلیکول) با وزن مولکولی پایین (PEG) یا سایر اترها یا حلال‌های آلی آپروتیک با ثابت دی الکتریک بالا مانند دی متیل سولفوکسید (DMSO) نیز می‌توانند با ماتریس SPE مخلوط شوند. UV و اتصال متقابل حرارتی راه‌های مفیدی برای پلیمریزاسیون درجا GPE در تماس مستقیم با الکترودها برای یک رابط کاملاً چسبنده هستند.همان‌طور که مقالات تحقیقاتی متعدد منتشر شده نشان می‌دهد مقادیر رسانایی یونی در مرتبه 1 mS cm -1 را می‌توان به راحتی با GPEs بدست آورد.
زیر کلاس‌های نوظهور QSSE از مواد و حلال‌های مختلف ماتریس استفاده می‌کنند. به عنوان مثال، یونوژل‌ها از مایعات یونی به عنوان یک حلال استفاده می‌کنند که ایمنی را بهبود می‌بخشد، از جمله عدم اشتعال و پایداری در دماهای بالا. مواد ماتریکس در یونوژل‌ها می‌توانند از مواد پلیمری تا نانو مواد معدنی متفاوت باشند. این مواد ماتریسی (مانند تمام QSSEها) با مدول ذخیره‌سازی تا ۱ مگاپاسکال یا بالاتر، پایداری مکانیکی را فراهم می‌کنند. در همین حال، این مواد می‌توانند بدون استفاده از حلال‌های قابل اشتعال، رسانایی یونی در حدود 1 mS cm -1 ارائه دهند. با این حال، الکترولیت‌های ژل (یعنی الکترولیت‌های "شن خیس") می‌توانند در حالت جامد به رسانایی یونی مایع مانند (~ 10 mS cm -1) دست یابند. مواد ماتریسی مانند نانوذرات SiO 2 معمولاً با حلال‌هایی با ویسکوزیته پایین (مثلاً کربنات اتیلن (EC)) جفت می‌شوند تا ژلی ایجاد کنند که خواص آن را می‌توان بر اساس بارگذاری ماتریس تغییر داد. محتوای ماتریس از ۱۰ تا ۴۰ درصد وزنی می‌تواند خواص مکانیکی الکترولیت را از یک خمیر نرم به یک ژل سخت تغییر دهد. با این حال، زمانی که یکی با تغییر محتوای ماتریس افزایش می‌یابد، تغییری بین قدرت مکانیکی و هدایت یونی وجود دارد. با وجود این، محتوای ماتریس در این مواد می‌تواند مزایای افزوده‌ای از جمله افزایش تعداد انتقال لیتیوم به دلیل مواد ماتریس عملکردی داشته باشد. این کلاس‌های جدید QSSE یک حوزه تحقیقاتی فعال برای توسعه ترکیب بهینه ماتریس و حلال هستند.

## فرصت‌ها

تشکیل کنترل نشده دندریت‌های لیتیوم

تطبیق پذیری و ویژگی‌های الکترولیت حالت جامد، کاربردهای احتمالی را به سمت چگالی انرژی بالا و ترکیبات شیمیایی باتری ارزان‌تر گسترش می‌دهد، در غیر این صورت در رقابت با پیشرفته‌ترین باتری‌های لیتیوم یون عقب می‌ماند. در واقع، با معرفی یک SSE در معماری باتری، امکان استفاده از لیتیوم فلزی به عنوان ماده آند، با امکان دستیابی به یک باتری با چگالی انرژی بالا به لطف ظرفیت ویژه بالای ۳۸۶۰ میلی‌آمپر ساعت در گرم1- وجود دارد. استفاده از آند فلزی لیتیوم (LMA) در الکترولیت مایع بیش از همه به دلیل رشد دندریتیک یک الکترود خالص لیتیوم که به راحتی پس از چند چرخه باعث اتصال کوتاه می‌شود، جلوگیری می‌شود. مسائل مرتبط دیگر انبساط حجمی، واکنش پذیری رابط الکترولیت جامد (SEI) و لیتیوم مرده‌است. استفاده از SSE یک تماس همگن با الکترود لیتیوم فلزی را تضمین می‌کند و دارای خواص مکانیکی برای جلوگیری از رسوب کنترل نشده یون‌های Li + در طول فاز شارژ است. در عین حال، یک SSE کاربرد بسیار امیدوارکننده‌ای در باتری‌های لیتیوم-گوگرد پیدا می‌کند که مسئله کلیدی اثر «شاتل» پلی سولفید را با مسدود کردن انحلال گونه‌های پلی سولفید در الکترولیت که به سرعت باعث کاهش ظرفیت می‌شود، حل می‌کند.